# Ioan al VI-lea Cantacuzino
Ioan Cantacuzino și mama acestuia, Theodora, ar fi putut, pe deplin, să concureze cu Paleologii, care se aflau pe tron, în ceea ce privește originea nobilă și bogăția. În timpul războiului civil din anii 1321-1328, Cantacuzinii au întreținut, vreme îndelungată, din resursele lor armata lui Andronic cel Tânăr. Centrul domeniilor lor era puternica cetate din Tracia, Didymotika, în jurul căreia se aflau numeroasele castele și moșii ale acestei familii.
Apărându-și interesele sale, Cantacuzino se sprijinea pe marii latifundiari și pe propria sa armată, cu o excepțională capacitate de luptă. Înzestrat din belșug cu darurile naturii și împodobit cu o minte profundă, acest om era iubit de întreaga oștire; încât nu se găsea nici un oștean, care n-ar fi preferat viața acestuia propriei sale vieți (cf lui Nichifor Gregoras)

## Războiul civil
La moartea lui Andronic al III-lea, la 15 iunie 1341, fiul său, Ioan al V-lea, avea 9 ani. Marele domestic Ioan Cantacuzino, care dirijase practic statul în timpul lui Andronic al III-lea, avea calitatea de prieten al defunctului, pretinzând regența. Curând însă se va forma contra lui o opoziție puternică, grupată în jurul împărătesei mame, Anna de Savoia și al patriarhului Ioan Kalekas. Cel mai periculos adversar al lui Ioan Cantacuzino era vechiul său partizan, ducele flotei Alexios Apokaukos, un om de proveniență joasă, care însă ajunsese la o poziție înaltă, datorită capacităților sale remarcabile și care se distinsese în timpul ultimului război civil în partida lui Andronic al III-lea adunând bogății și onoruri datorită lui Cantacuzino. Cândva, Alexios îi propusese lui Ioan să ridice o răscoală împotriva lui Andronic III, fusese refuzat și, de atunci, n-a mai avut niciodată încredere în Cantacuzino. Cearta a dus la izbucnirea unor intrigi la curte, în jurul tânărului basileu și al mamei sale se crease o atmosferă extrem de încordată și Cantacuzino se gîndea deja să renunțe la regență, mai ales că influența sa în Bizanț era și așa, însemnată. Între timp, Apokaukos a pregătit un adevărat puci. Într-o noapte, casele multor partizani de vază de ai lui Ioan Cantacuzino din capitală au fost jefuite de soldați și de grupuri de orășeni bine organizate, iar ei înșiși au fost uciși ori s-au pomenit în închisoare. Ioan a izbutit să fugă la Didymotika și, acolo, la 26 octombrie 1341, el a fost proclamat împărat de către marii latifundiari, care se adunaseră să-i ceară apărarea în fața lui Apokaukos. Contemporanii și Cantacuzino însuși afirmau că el și-a dat consimțământul fără nici o tragere de inimă, întrucât setea de putere îi era străină și, având, și așa, o putere uriașă, nu vedea nici un sens să-și ia asupra sa primejdioasa povară a cârmuirii Imperiului romeu. Printr-un atașament riguros principiului legitimității, el numea întâi pe împărăteasa Anna și pe împăratul legitim Ioan al V-lea, apoi numele său și cel al soției sale, Irena. El dorea să sublinieze că nu luptă contra familiei imperiale legitime, ci contra uzurpatorului Apokaukos, care lua amploare de dictator în Constantinopol. 
Apokaukos, care ajunsese personajul principal în guvernul Annei de Savoia, a organizat încoronarea nevârstnicului Ioan V (19 noiembrie 1341). Peste un timp oarecare, conflictul dintre cele două grupări de la curte s-a transformat într-un război, care, potrivit unei opinii răspândite printre istoricii de mai târziu, avea un accentuat caracter de clasă. De partea Paleologului erau funcționarii, nobilimea orășenească, cercurile comerciale și meșteșugărești; Cantacuzino era sprijinit de marii latifundiari.
Deoarece însuși Ioan VI Cantacuzino era isihast, situația a fost agravată și de lupta care izbucnise din nou în sânul bisericii.

## Isihasmul si starea socială, împarte lumea bizantină
Isihaștii erau călugări care duceau o viață eremitică riguroasă. În secolul XIV isihasmul dobândea semnificația specială de curent ascetico-mistic. Originile îndepărtate ale curentului datează din secolul XI, în vremea ascetului Simeon Noul Teolog, cu care prezintă mari afinități de doctrină și practică; prin originile sale imediate, isihasmul bizantin i se datorează lui Grigore Sinaitul, care parcurgea provinciile bizantine în deceniul al treilea al secolului XIV. Doctrinele ascetice și mistice ale Sinaitului vor găsi un puternic ecou în mânăstirile bizantine; entuziasmul era viu mai ales la Athos: locul sfânt al ortodoxiei bizantine devenea centrul miscării isihastice. Isihaștii plasau idealul lor suprem în viziunea luminii divine. Pentru a ajunge aici, ei dispuneau de o metodă proprie. Într-o retragere solitară, isihastul trebuia să spună rugăciunea lui Iisus, ținându-și răsuflarea în timp ce o pronunța: treptat, un sentiment de fericire inefabilă îl învăluia, văzându-se înconjurat de raze de lumină divină supraterestră, lumină increată, aceeași pe care martorii transfigurării lui Iisus o contemplaseră pe Muntele Thabor.
Credința în eterna vizibilitate a luminii taborice isca contradicții, metoda practicată de isihaști provocând critici ironice. Campania împotriva isihaștilor era condusă de Varlaam, un călugăr venit din Calabria; acest spirit neliniștit venise la Constantinopol pentru a se măsura cu luminații științei bizantine, logica sa raționalistă impregnată de Aristotel nu găsise nici un ecou în rândul populației bizantine. Ardoarea polemică a calabrezului era îndreptată contra misticismului călugărilor athoniți, care-i apărea ca rezultatul celei mai grosolane superstiții. Dar el va avea de-a face cu un mare teolog, Grigore Palamas, apărătorul misticii isihaste. Începra o controversă aprinsă: problema metodelor ascetice practicate de isihaști. Varlaam combătea vizibilitatea luminii de pe muntele Thabor: el spunea că ea nu putea avea existență eternă, ci doar temporală, ca orice altă creație a lui Dumnezeu. Dacă se admitea existența unei lumini eterne, ea nu putea fi decât Dumnezeirea însăși, singura eternă și imuabilă; dar este imposibil de a percepe această lumină, deoarece Dumnezeu este invizibil. Palamas replica prin distincția între substanța divină transcedentală și energiile divine care operează în lume și se manifestă umanității, și care nu sunt creații, ci operațiuni eterne ale lui Dumnezeu. A suprima orice operațiune a substanței divine înseamnă a suprima orice relație între lumea imanentă și divinitatea transcedentală. Înțelepciunea, Dragostea, Grația lui Dumnezeu nu sunt altceva decât energii divine, lumina contemplată de apostoli pe Thabor și mereu vizibilă beneficiarilor iluminației mistice fiind li ea o energie divină. Atunci, când Varlaam trasa o linie de separație absolută între lumea eternității și cea a timpului, sistemul lui Palamas afirma între Dumnezeu și om ceva intermediar emanat de la Dumnezeu și comunicat omului. 
Isihasmul nu reușea să se impună, chiar și în Bizanț, decât după o lungă luptă, căci se producea chiar în Biserica o vie rezistență la adresa acestei doctrine care, foarte veche în esență, părea o noutate. Dacă mișcarea isihastă avea în spatele ei adeziunea omogenă a zeloților, partida moderată a politicienilor îi era contrară. Grigore Palamas reușea să facă recunoscută doctrina sa printr-un sinod ținut la Constantinopol la începutul anului 1341 și călugărul bizantin Grigore Akindynos, un adept al scholasticii occidentale, fusese puțin după aceea condamnat deoarece voise să atace isihasmul și să ia locul lui Varlaam, dar victoria isihaștilor nu era completă, Biserica ezitând să pronunțe o condamnare clară a adversarilor isihaști. Revirimentul politic din vara anului 1341 aducea o bulversare: prin originile sale occidentale, împărăteasa Anna era dușmana isihaștilor ca și patriarhul Ioan Kalekas. Puterea ecleziastică și cea civilă din Constantinopol se întorceau împotriva isihaștilor. Isihasmul era interzis în capitala bizantină. Grigore Palamas era chiar aruncat în închisoare, ceea ce nu făcea decât să lege relația între isihaști și Ioan Cantacuzino. În lupta ce diviza imperiul în două tabere politice erau angrenați isihaștii pe de o parte și adversarii lor pe de altă parte. În religie, ca și în politică, imperiul era divizat în două clanuri inamice.
Diviziunea socială era la fel de profundă, ceea ce făcea războiul civil și mai grav și mai distrugător. Criza economică crescândă alimenta antagonismele sociale. În măsura în care imperiul sărăcea și decădea, mizeria maselor se agrava la sate și la orașe. Aici, bogăția era concentrată în mâinile minorității aristocratice, împotriva cărora era îndreptată ura maselor sărăcite.
În țară, care era înconjurată de dușmani din toate părțile, a început un război civil-cel mai greu și mai pustiitor din întreaga ei istorie. Pericolele externe nu se vor lăsa așteptate: turcii vor jefui coasta tracă, sârbii vor avansa din nou până la Thessalonic, iar bulgarii vor amenința cu intrarea în război. Cantacuzino se îndrepta contra inamicilor imperiului cu trupele sale, recrutate de el și reușea să restabilească pacea. Ocazia îi consolida poziția imperiului în Grecia. (Seniorii feudali din Achaia cor trimite o ambasadă marelui domestic pentru a-i anunța că erau dispuși să recunoască suzeranitatea bizantină; țara era în plină fermentație și baronilor francezi le convenea mai mult să se supună împăratului bizantin decât reprezentanților familiei de bancheri florentini Acciajuoli, care guvernau principatul în numele împărătesei titulare, Catherine).
În urma unor pogromuri la Constantinopol, palatele cantacuziniștilor, care avuseseră de suferit cu puțin timp înainte, au fost arse. Marele domestic era declarat dușman al patriei, i se distrugea casa și i se luau bunurile. Patriarhul Ioan Kalekas prelua regența; Alexios Apokaukos, promovat megaduce, devenea guvernatorul capitalei și al orașelor și insulelor vecine, toți complicii săi fiind răsplătiți cu funcții și demnități. Spre primăvara anului 1342, nobilimea latifundiară a fost alungată din alte două mari orașe ale Imperiului-Thessalonic și Adrianopol. S-a cristalizat o alianță, pronunțat antifeudală a orașelor și a țărănimii cu puterea imperială legitimă, pe care o reprezenta guvernul Annei de Savoia. Cu timpul, manifestările populare au început să se desfășoare adesea sub lozinca masacrări tuturor bogătașilor. În țară a început anarhia revoluționară. Însuși Ioan VI, spre amurgul vieții, scria, în Istoria sa: Mulți voiau să folosească această mișcare a poporului în interesele lor personale. Iar mulți dintre cei care dăduseră bani cu împrumut erau învinuiți de către datornici de cantacuzism...Rândurile celor răsculați erau alcătuite din săraci și tâlhari. Îmboldiți de sărăcie, ei erau gata de orice și împingeau spre acesta și poporul, arătându-și cu fățărnicie simpatia lor față de Paleolog și numindu-se pe sine cele mai credincioase slugi ale acestuia. Parcă o boală pernicioasă, cumplită, cuprinsese întreg Imperiul... Cei care îl urau pe Cantacuzino și îl împroșcau cu acuzații și blesteme erau socotiți cetățeni loiali. Toate vorbele înțelepte și măsurate dădeau îndată de bănuit.
La Thessalonic a pus mâna pe putere mișcarea socială a zeloților-adepții, partizanii zeloși, care apără interesele cercurilor comerciale și meșteșugărești. În fruntea orașului s-au situat arhonții Mihail Paleologul și Ioan, o rudă (fiul sau fratele) a lui Alexios Apokaukos. Cei mai influenți zeloți făceau parte din rândurile intelectualității și ale burgheziei citadine. Averile cetățenilor bogați și ale mănăstirilor au fost puse, cu asentimentul poporului, sub sechestru, în folosul nevoiașilor și pentru necesitățile visteriei. Ce-i așa deosebit-scria cineva dintre zeloți, justificând confiscarea unei părți din avutul bisericii-în faptul că, luând din avuția mănăstirilor, vom hrăni câțiva sărmani, ba chiar și preoților [bisericilor fără pământuri] le vom da cele trebuincioase și vom împodobi bisericile? Aceasta nu le va face rău mănăstirilor, pentru nevoile lor va rămâne destul și nici voința dănuitorilor nu va fi încălcată, căci ei au avut de gând să-i facă pe plac lui Dumnezeu și să-i hrănească pe cei săraci...Iar dacă, din aceste venituri, îi vom înarma pe oștenii care se duc să moară pentru aceste lucruri sfinte, legi și ziduri (orășenești), oare nu e mai bine așa, decât dacă monahii și preoții le-ar irosi în zadar?...
La început, zguduiți de ura generală, Cantacuzino și adepții săi au încercat să se pună de acord asupra păcii. Ioan VI se comporta extrem de corect, a recunoscut-o pe Anna și pe fiul ei, iar decretele sale le semna, întotdeauna, și cu numele lor. Apokaukos, dimpotrivă, s-a situat pe o poziție ireconciliabilă și ordona să fie uciși sau ferecați în lanțuri chiar și parlamentarii și solii lui Cantacuzino.

## Amestecul puterilor străine în războiul civil
În anul 1342, după asediul nereușit al Thessalonicului, Ioan VI a suferit câteva înfrângeri serioase și a plecat, cu rămășițele armatei sale, în Sebia, sub protecția despotului Ștefan Dușan. Amestecul în războiul civil bizantin răspundea perfect planurilor de expansiune ale regelui Serbiei și aristocrației sârbești. Regele și regina Serbiei primeau cu mari onoruri la Priștina pe împăratul latin rival (iulie 1342). Tratativele lui Cantacuzino cu Dușan și aristocrații sârbi ajungeau la concluzia unei alianțe în care fiecare parte își urmărea avantajul său. În Didymotika împresurată de dușmani a rămas să guverneze soția sa, Irina Cantacuzino. 
Atacurile lansate de cei doi aliați împotriva fortăreței Srrehes în 1342-1343 nu aveau succes. Campania lui Cantacuzino se reducea la aproximativ 500 de oameni. În acest moment, sosea vestea că Thessalonicul îl recunoștea ca împăra. Țara marilor proprietari se alia șefului aristocrației bizantine. Acesta încredința provincia, administrației viagere a vechiului său prieten Ioan Angelos, acesta domnind într-o semi-independență, dar fără a înceta să recunoască drepturile suverane ale stăpânului său în Epir, Acarnania, Etolia și Thessalia, reușind să-și extindă domeniul în detrimentul posesiunilor catalane din Thessalia. Dacă Cantacuzino era alungat de pe vechiul teritoriu al imperiului, i se atașau regiunile grecești recent recucerite cărora le arătase mereu un interes special și a căror reunire era opera sa. 
Acest succes al uzurpatorului bizantin crea ruptura între regele sârbilor și el, Dușan îl lăsa pe Cantacuzino să cadă și întindea mâna regenței Constantinopolului, care dorea favoarea sa (în locul unui camarad de arme, Cantacuzino avea în Dușan acum un puternic adversar). Relațiile lui cu Dušan s-au înrăutățit, sârbii au trecut hotarul Macedoniei, iar bulgarii, profitând de ocazie, au asediat Didymotika. Oștirile lui Ioan VI, împinse spre litoral, se pregăteau să-și dea viața în luptă, însă pe neașteptate, a venit ajutorul-300 de corăbii cu mercenarii lui Umur, cârmuitorul emiratului turc de Aydîn. La sfârșitul toamnei anului 1343, cantacuziniștii și trurcii au trecut la ofensivă și au pus stăpânire pe multe orașe și castele din Tracia, devastându-le. 
Regența Constantinopolului era ajutată de slavii din Sud; în afară de Ștefan Dușan, ea câștiga pe țarul bulgarilor, Ioan Alexandru și pe vechiul aliat al lui Ioan Cantacuzino, Momtchilo, care avea o armată proprie la frontierele bizantino bulgare. Dar prietenia suveranilor slavi nu aducea mare ajutor împăratului legitim, costând imperiul mari sacrificii. Situația devenea din ce în ce mai sumbră; în timp ce aliații lui Cantacuzino răvășeau teritoriul bizantin, aliații lui Apokaukos jefuiau mari teritorii. Dușan își continua cuceririle în Macedonia; păstra pentru el teritoriile luate de uzurpator și le încorpora regatului său. Țarul bulgarilor oferea prietenia sa în schimbul cedării unui mare număr de regini de la Marița superioară cu Philippopolis și Stanimachos, dar nu-și oferea concursul guvernării care consimțise la această enorme concesie. Momtchilo își întemeiase un principat în sudul Rhodopilor. De aici, acest aventurier îndrăzneț, căruia Cantacuzino îi acordase titlul de sebastocrator, iar împărăteasa Anna, cel de despot, jefuia toată regiunea până când Omur îl va zdrobi (1345).
În ciuda faptului că o parte din forțele turcilor au fost atrase în războiul maritim, început atunci de papa Clement VI împotriva musulmanilor, la începutul verii anului 1345, guvernul Annei de Savoia mai deținea doar Constantinopolul, peninsula Gallipoli și Thessalonicul, care, la drept vorbind, manifestând puternice tendințe spre independență, lupta, mai curând, împotriva lui Ioan VI, decât de partea lui Ioan V. Cantacuzino a pus stăpânire pe o parte din Tracia pustiită de turci, iar regiunile din nordul și din sud estul acesteia au nimerit sub stăpânirea sârbilor, bulgarilor, turcilor și a tot soiul de briganzi dubioși, care aveau propriile lor armate și nu recunoșteau autoritatea nimănui. Anna, văzând urmările înspăimântătoare ale războiului, era dispusă să încheie pace cu Cantacuzino, însă Apokaukos, pentru care recunoașterea lui Ioan VI era echivalentă cu sinuciderea, era împotrivă. În alianță cu patriarhul Ioan XIV Kalekas, care îi împărtășea ideile, Alexios a recurs la o teroare cruntă împotriva nobilimii care mai rămăsese și a cantacuziniștilor. În ciuda protestelor Annei, chiar și bătrâna Theodora Cantacuzino a muritin temniță
La 11 iunie 1345, Alexios Apokaukos a dorit să arunce o privire la dușmanii care se aflau în închisoare. Întemnițații, profitând de neglijența paznicilor, s-au năpustiit asupra lui și l-au ucis. Drept răspuns, orășenii au dezlănțuit al treilea, cel mai cumplit, pogrom al nobilimii și al caselor acestora din oraș. În același timp au început tulburări la Thessalonic; Ioan Apokaukos, care voia să predea orașul lui Cantacuzino, și vreo sută de părtași de ai lui, reprezentanți ai nobilimii citadine, au fost uciși. Orășenii nici nu voiau să audă de pacea cu cantacuziniștii. Deoarece vechiul aliat al lui Cantacuzino, Umur, se împotmolise de-a binelea în campaniile militare din Asia Mică (iar, în 1348, a căzut acolo, într-o luptă cu latinii), Ioan VI și-a găsit noi tovarăși de luptă. Și aceștia erau turci-de data aceasta, otomanii, conduși de emirul Orkhan cu care Cantacuzino încheiase din iarna anului 1344-1345 un tratat. Năzuind să-și asigure, și pe viitor, sprijinul acestuia, Ioan VI a oferit-o pe frumoasa sa fiică Theodora pentru haremul emirului-un necredincios și un barbar.
La 21 mai 1346, patriarhul adus de la Ierusalim l-a încoronat pe Ioan VI la Adrianopol, iar episcopii adunați acolo l-au declarat destituit pe patriarhul din capitală, Kalekas, pentru că i-a privat de libertate pe mulți arhierei. Constantinopolul însă nu avea de gând să capituleze și chema sub drapelul Paleologului sărăcimea din împrejurimi. După spusele lui Gregoras, Cantacuzino, care nu se așteptase la o luptă atât de îndârjită, a exclamat mânios: Dacă nu eu, atunci nici el [Ioan V] să nu domnească! Să nu existe nici măcar supuși, asupra cărora să se poată domni! Domeniul împărătesei Anna era limitat acum doar la capitală și la împrejurimile sale. Eforturile împărătesei pentru a recruta trupe turcești ajungeau la final; în cursul verii anului 1346 soseau 6.000 de selgiucizi din emiratul Sarukhan dar, în loc să se îndrepte împotriva lui Cantacuzino, ei au jefuit împrejurimile Constantinopolului. În Tracia au năvălit, iarăși, hoarde de soldați turci, folosiți de ambele părți, răspândind peste tot oroare și moarte. În căutare de bani pentru mercenarii săi, Anna a amanetat la bancherii venețieni pietrele prețioase din diadema imperială (ulterior, Bizanțul n-a mai reușit să le răscumpere). În ultimul moment împărăteasa Anna întindea mâna isihaștilor, alungându-l pe Ioan Kalekas (2 februarie 1347), promulgându-l patriarh pe partizanul luinPalamas, Isidor. Însă rezistența Paleologilor se apropia de sfârșit. În Constantinopol, foametea făcea ravagii și, la 3 februarie 1347, apropiindu-se de Poarta de Aur a orașului, Ioan VI Cantacuzino a găsit-o deschisă. Dând dovadă de o fermitate demnă de laudă, împăratul a oprit de la jafuri oștirea sa victorioasă și a decretat amnistierea tuturor celor care fuseseră împotriva lui. La 13 mai, în biserica Vlacherne, a avutloc încoronarea oficială. Ioan VI a promis că va renunța la diademă, după un termen stabilit la 10 ani.
Războiul civil a secătuit și visteria, și resursele lui Cantacuzino însuși (despre bogățiile lui ne putem face o părere din enumerarea pagubelor: mii de tauri, boi, iepe, sute de catâri, cămile și multe altele). În palatul imperial, tacâmurile de aur și argint fuseseră înlocuite cu veselă din cositor și din lut, iar în coroana imperială, în locul nestematelor, sclipeau bucățele de sticlă multicoloră. Tracia, depopulată, zăcea în ruine, drumurile erau bântuite de tâlhari, localnici și străini, Bizanțul pierduse majoritatea insulelor din Marea Egee. Thessalonicul nu i se supunea lui Cantacuzino și nu l-a recunoscut nici pe noul patriarh, Isidor, iar pe Grigore Palamas, care fusese numit mitropolit al Thessalonicului, locuitorii, porniți împotriva isihaștilor, nu l-au lăsat să intre în oraș.

## Consecințele războiului civil, pierderile suferite de bizantini
Dacă războiul celor doi Andronici zdruncinase grav Imperiul, războiul celor doi Ioani i-a subminat definitiv puterile, iar, în 1348, până la Bizanț a ajuns ,,Moartea Neagră’’-cea mai cumplită epidemie de ciumă, care, în anii 1347-1353, a răpit, în Europa, viețile a 24 de milioane de oameni; Imperiul și-a pierdut cam o treime din populația sa.
Războiul civil, mutilând și ruinând Imperiul bizantin, făcea dovada forței lui Ștefan Dușan. Cu excepția Thessalonicului, el lua sub sceptrul său toată Macedonia până aproape de râul Nestos și, după atacuri repetate, Serrhes cădea la 25 septembrie 1345. Apoi, Dușan și-a atribuit denumirea de împărat al sârbilor și romanilor. Aceasta însemna că vechiul Imperiu bizantin trebuia să dispară pentru a ceda locul unui nou imperiu sârbo-roman (de fapt vlah). De duminica Paștilor, 16 aprilie 1346, patriarhatul nou-creat al Serbiei, îl încorona solemn la Skoplje. Ioan al VI-lea Cantacuzino nu i-a recunoscut titulatura lui Dușan, întrucât nu putea exista decât un singur împărat conform tradiției romane.
Armistițiul intervenit în războiul civil bizantin nu afecta avansarea sârbească. Din contră, în timpul primilor ani ai domniei lui Ioan Cantacuzino, Dușan cucerea Albania și Epirul, cucerind Acarnania și Etholia și apoi Thessalonicul (zone populate de vlahi). 
Cu o modestă desfășurare de forțe, fără a purta o singură mare bătălie, Dusan smulgea Imperiului bizantin mai mult de jumătate din teritoriu, dublându-și teritoriul. Operațiunile militare se axau în general pe asedierea în fața orașelor, care nu ofereau rezidență prelungită împăratului sârb. Puterea sa se extindea acum de la Dunăre până la Golful Corint și de la Adriatica până la Marea Egee. Imperiul său era în realitate un imperiu pe jumătate vlah, compus în mare parte din teritorii ocupate de urmașii latinofoni ai Imperiului Roman. Dușan, în calitatea sa de împărat al sârbilor și romanilor, plasase sub administrația sa directă partea meridională a imperiului său, care era în majoritate locuit de vlahi (Megalia Vlahia), în timp ce lăsa fiului său, regele Uroș administrația vechiului teritoriu septentrional cucerit.
Și pe mare, războiul civil aducea imperiului noi pierderi. În 1346, genovezii reluaseră insula Chios, devenind baza principală a companiei comerciale Giustiniani, în mâinile căreia va rămâne până la mijlocul secolului XVI. 
Teritoriul bizantin se reducea acum la Thracia și insulele din nordul Mării Egee și la alte posesiuni din îndepărtatul Peloponez. Dar mai gravă era ruinarea economică și financiară a statului bizantin. Populația nu mai putea plăti impozitele , căci anii de război civil întrerupsesră lucrul agricol în Thracia, care constituia posesiunea esențială a imperiului (țara care fusese jefuită și de bandele turcești, semăna cu un deșert). 
În anul 1349, genovezii din Galata au cerut să li se cedeze, pentru construirea unor fortificații noi, colina de după zidul dinspre nord al Constantinopolului. Cantacuzino, care zăcea bolnav la Didymotika, le-a transmis refuzul său. Atunci, locuitorii Galatei au ocupat terenul litigios, au ars casele și magaziile grecilor de pe țărmul Cornului de Aur, iar în golf au nimicit șantierul naval și cele câteva corăbii de război vetuste, care purtau numele mândru de flota romană. Întorcându-se în capitală, împăratul a convocat o adunare a celor mai de vază cetățeni și i-a convins să doneze bani-visteria era goală-pentru construirea unei flote noi, ca să-i potolească pe genovezi, de asemenea împăratul nu voia să se acomodeze cu faptul că aproape 87 % din veniturile vamale de la Bosfor intrau în visteria genoveză și căuta să pună capăt acestei situații. El reduce tarifele vamale din Constantinopol pentru cea mai mare parte a mărfurilor de import, ceea ce avea ca efect atragerea în număr mare de vapoare comerciale în portul bizantin, făcându-le să evite portul genovez Galata. Genovezii, grav afectați de această măsură, luau armele și, în ciuda tuturor măsurilor luate, imperiul va fi înfrânt. La 5 martie, cele 9 corăbii construite pe banii aceștia au fost arse, chiar sub ochii orășenilor, într-o luptă navală cu escadra Galatei. 
Când războiul între Constantinopol și Galata lua sfârșit, începea războiul în apele bizantine între Genova și Veneția. Genovezii preluau controlul întregului comerț în Marea Neagră; genovezii barau trecerea vapoarelor străine de comerț venețiene care se sustrăgeau controlului (1350). Veneția se înțelegea cu Petru al IV-lea de Aragon și cu Cantacuzino care se alătura alianței. La 13 februarie 1352, o mare bătălie se desfășura în Bosfor între flota genoveză și nvele venețiene și aragoneze, plus o mcă escadră de 14 nave echipate de Cantacuzino cu ajutorul venețienilor. Bătălia se prelungea până noaptea, fără a aduce finalul, ceea ce permitea celor două tabere să-și adjudece victoria. Lupta continua în apele occidentale, epuizarea celor doi adversari făcându-i să semneze pacea în anul 1355. Replierea flotei veneto aragoneze după bătălia Bosforului îl aducea pe Cantacuzino într-o situație delicată. El era obligat să facă pace cu genovezii datorită izolării sale, pacea încheiată în condiții dezavantajoase pentru bizantini. Ceea ce era și mai grav era faptul ca acum imperiul era din nou în pragul unui război civil.
Profitând de situația grea a țării, Dušan i-a răpit Thessalia.

## Se reaprinde flacara razboiului civil
Ioan VI a început o luptă activă împotriva forțelor descentralizatoare, care se încuibaseră în mediul clasei dominante a Imperiului, datorită moravurilor feudale anarhice. Nemulțumiții au trecut, din tabăra lui, în cea a opoziției, grupându-se în jurul tânărului Ioan V Paleologul. 
În anul 1352, Paleogul s-a răsculat, revendicând domeniul fiului împăratului Matei-Adrianopolul. 
Printr-o manevră abilă, Ioan Cantacuzino a încercat să evite conflictul; guvernarea lui Matei Cantacuzino în Rhodopi era transferată Paleologului, Matei primind în circumscripția din Adrianopol o nouă și mai importantă guvernare. Dar înțelegerea nu dura multă vreme, căci se producea ruptura inevitabilă, ostilitățile luând forma caracteristică a unui război între principatele autonome ale lui Ioan al V-leaPaleologul și lui Matei Cantacuzino. Având bani venețieni, Ioan al V-lea încercuia, în toamna anului 1352, teritoriul fratelui său vitreg în fruntea unei mici armate. El n u întâlnea nici o rezistență și Adrianopolul îi deschidea porțile împăratului legitim, în timp ce Matei se încidea în acropola orașului. Dar Ioan VI Cantacuzino, împreună cu trupe turcești, restabilea rapid situația. Adrianopolul și celelalte orașe suferau jefuirea turcilor. În acest mod tentativa lui Ioan V de a pune stăpânire pe Adrianopol nu i-a reușit și el a fugit, mai întâi, la Didymotika (și ,,cuibul strămoșesc’’ al cantacuzinilor i-a oferit adăpost!), apoi la italieni, pe insula Tenedos, și dispunând de o bază acolo, a început să cucerească insulele din Marea Egee. Patriarhul Calistos, care îl susținuse pe tânărul împărat, și-a pierdut cathedra. Ca și până acum, Cantacuzino conta pe ajutorul musulmanilor și a început să populeze împrejurimile capitalei cu mercenari turci. Pentru a le plăti acestora solda, au fost folosite toate resursele visteriei, odoarele bisericilor și chiar banii donați de cneazul Moscovei Simeon cel Mândru, pentru repararea catedralei Sfânta Sofia (încă din timpul domniei celor doi Andronici începuse construirea unor anexe ale clădirii principale, care jucau rolul de contraforturi, deoarece doi pereți ai bisericii se lăsaseră amenințător.). Tot mai mult se făceau auzite, printre greci, apeluri la detonarea uzurpatorului, care vorbea turcește, își dăduse fiica după un turc și le vindea turcilor țara. Ultimul reproș era nedrept, dar nu lipsit de temei. Otomanii, pe care Ioan Cantacuzino, fără a fi, în realitate, un turcofil, îi recruta ca parteneri militari, între timp, ieșiseră de sub autoritatea lui efemeră și începuseră să pună stăpânire pe pământurile Bizanțului. Încă în anul 1352, ei au cucerit cetatea Tzympe, pe țărmul european al Dardanelelor. Doi ani mai târziu, un cutremur de pământ a distrus orașul Gallipoli. Locuitorii și garnizoana au fugit, iar casele lor, rămase pustii, au fost ocupate de turci, pe care i-a trecut în grabă peste strâmtoare fiul lui Orkhan, emirul Suleyman. Îngrozit de modul în care protectorii lui de mai ieri se stabilesc, ca niște stăpâni, în Europa, împăratul s-a dus la Nicomedia, la Orkhan, ca să răscumpere orașul Gallipoli. Emirul n-a consimțit să plece înapoi nici pentru zece, nici pentru 40 de mii de hyperperi devalorizați de-ai romeilor, iar pe basileu nu l-a primit, prefăcându-se bolnav. Deprimat din cauza celor întâmplate, Cantacuzino s-a întors în capitală. Duhul pericolului turc scăpase din sticlă și grecii nu aveau nici cea mai mică șansă de a-l băga înapoi, iar Occidentul, în miopia sa politică, nu ardea de dorință să-i ajute...În curând, Suleyman a pus stăpânire pe Cypsela și pe împrejurimile orașului Redestos.
În vara anului 1354, Ioan VI a hotărât să le vină de hac măcar dușmanilor din interior. Însă încercarea sa de a cuceri Tenedosul a eșuat și Cantacuzino s-a întors în capitală. În noiembrie, Ioan V Paleologuol s-a apropiat, cu corăbiile italianului Francesco Gattilusio, de zidurile Constantinopolului. Noaptea, prietenii lor au deschis porțile, soldații Paleologului au intrat în oraș și au ocupat arsenalul. Garda catalană a lui Ioan VI a fost izolată de palat, în capitală a început, a câta oară, masacrarea rudelor și prietenilor împăratului mai vârstnic. Obosit de nenumăratele și sângeroasele lupte intestine, Ioan VI n-a mai dorit să folosească posibilitățile de rezistență existente, a abdicat și s-a călugărit.
Chiar și din mănăstire, Cantacuzino continua să urmărească evenimentele cele mai importante din viața politică a Bizanțului. De pildă, atunci când conducătorul isihaștilor, Palamas, a căzut prizonier la turci, el a adunat bani și l-a răscumpărat. Cu timpul, Ioasaf-acesta este numele pe care și l-a luat, la călugărire, fostul împărat-s-a împăcat cu Ioan V și atât curtenii greci, cât și diplomații străini trebuiau să țină seama de influența considerabilă a lui Cantacuzino la curtea Paleologului.Afară de aceasta, el a desfășurat o activitate de scriitor, demonstrând, în mod strălucit că știe să mânuiască nu numai sabia și pana cu cerneală roșie. Acest om cu capacități uimitoare a murit la Mistra, în vârstă de aproape 90 de ani, la 15 iunie 1383.
O importantă achiziție teritorială a Bizanțului, sub Ioan VI, a fost Moreea, o bună parte din pământurile căreia (Moreea a fost ocupată în întregime de către greci abia în 1432) au fost cucerite de la urmașii baronilor-cruciați de către fiul împăratului, Manuel Cantacuzino.